# 才栗町
才栗町（さいくりちょう）は、愛知県岡崎市大平地区の町名である。丁番を持たない単独町名であり、44の小字が設置されている。

## 地理
岡崎市の地理的中央部に位置し、町内には乙川が流れている。住宅地・水田が河川沿岸に形成されている。その他は森林である。

### 小字
| - 字新田（あらた） - 字伊予野（いよの） - 字入（いり） - 字入ノ山（いりのやま） - 字内海戸（うちげと） - 字榎沢（えのきざわ） - 字柿平（かきだいら） - 字柿之内（かきのうち） - 字上切山（かみきりやま） - 字上屋敷（かみやしき） - 字黍生（きびう） - 字霧ケ洞（きりがほら） - 字切山（きりやま） - 字栗田（くりた） - 字袈裟掛（けさがけ） | - 字高地田（こうちだ） - 字越前（こしまえ） - 字左世保田（させぼた） - 字猿鍋（さるなべ） - 字下切山（しもきりやま） - 字下屋敷（しもやしき） - 字社口堂（しゃぐちどう） - 字白畑（しらはた） - 字谷下（たにした） - 字田野口（たのくち） - 字田面（ためん） - 字寺久後（てらくご） - 字寺久後前（てらくごまえ） - 字寺西（てらにし） - 字寺前（てらまえ） | - 字中林（なかばやし） - 字流石（ながれいし） - 字西外戸（にしがいど） - 字野田（のだ） - 字波治加美（はじかみ） - 字昼場見（ひるばみ） - 字風喜田（ふうきだ） - 字法蔵（ほうぞう） - 字保呂谷（ほろや） - 字前田（まえだ） - 字松名木（まつなぎ） - 字神子田（みこでん） - 字南海戸（みなみがいど） - 字山神（やまのがみ） |

## 世帯数と人口
2019年（令和元年）5月1日現在の世帯数と人口は以下の通りである。
| 町丁   | 世帯数 | 人口  |
| ------ | ------ | ----- |
| 才栗町 | 87世帯 | 216人 |

### 人口の変遷
国勢調査による人口の推移
| 1995年（平成7年）  | 214人 | [ 5 ] |  |
| 2000年（平成12年） | 205人 | [ 6 ] |  |
| 2005年（平成17年） | 255人 | [ 7 ] |  |
| 2010年（平成22年） | 273人 | [ 8 ] |  |
| 2015年（平成27年） | 278人 | [ 9 ] |  |

## 小・中学校の学区
市立小・中学校に通う場合、学区は以下の通りとなる。
| 番・番地等 | 小学校             | 中学校             |
| ---------- | ------------------ | ------------------ |
| 全域       | 岡崎市立秦梨小学校 | 岡崎市立河合中学校 |

## 歴史
1889年10月1日に新設合併で茅原沢村、岩戸村、古部村、才熊村、秦梨村、須淵村、生平村、切越村、蓬生村で合併し、河合村となった。
1955年2月1日に岩津町、福岡町、本宿村、山中村、藤川村、竜谷村、河合村、常磐村の残部が岡崎市に編入された。

## 交通
- 愛知県道35号岡崎設楽線（作手街道）
- 林道古部才栗線

## 施設
- 岡崎墓園（やすらぎ公園）[11]
- 岡崎市斎場

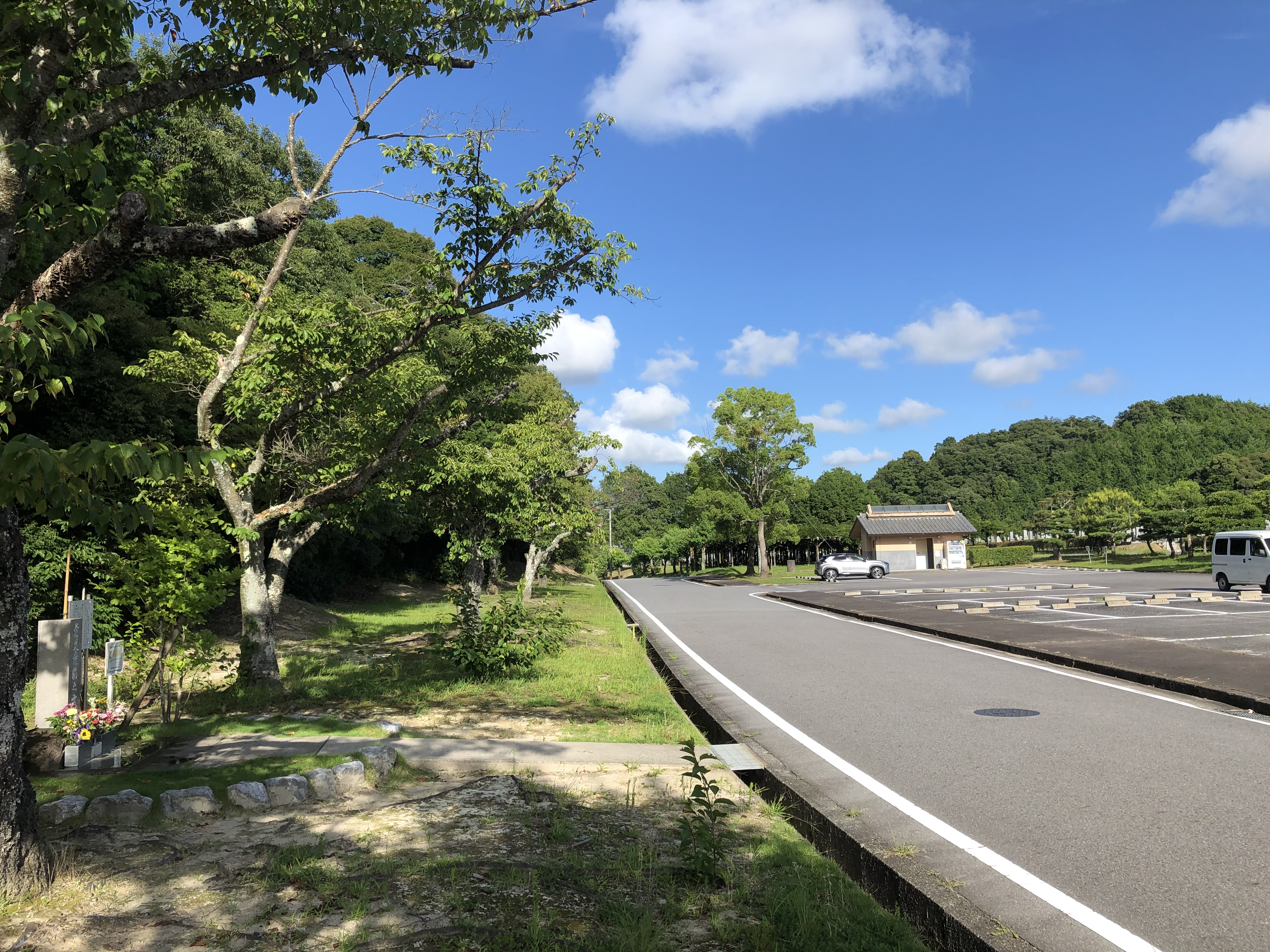
岡崎墓園（やすらぎ公園）

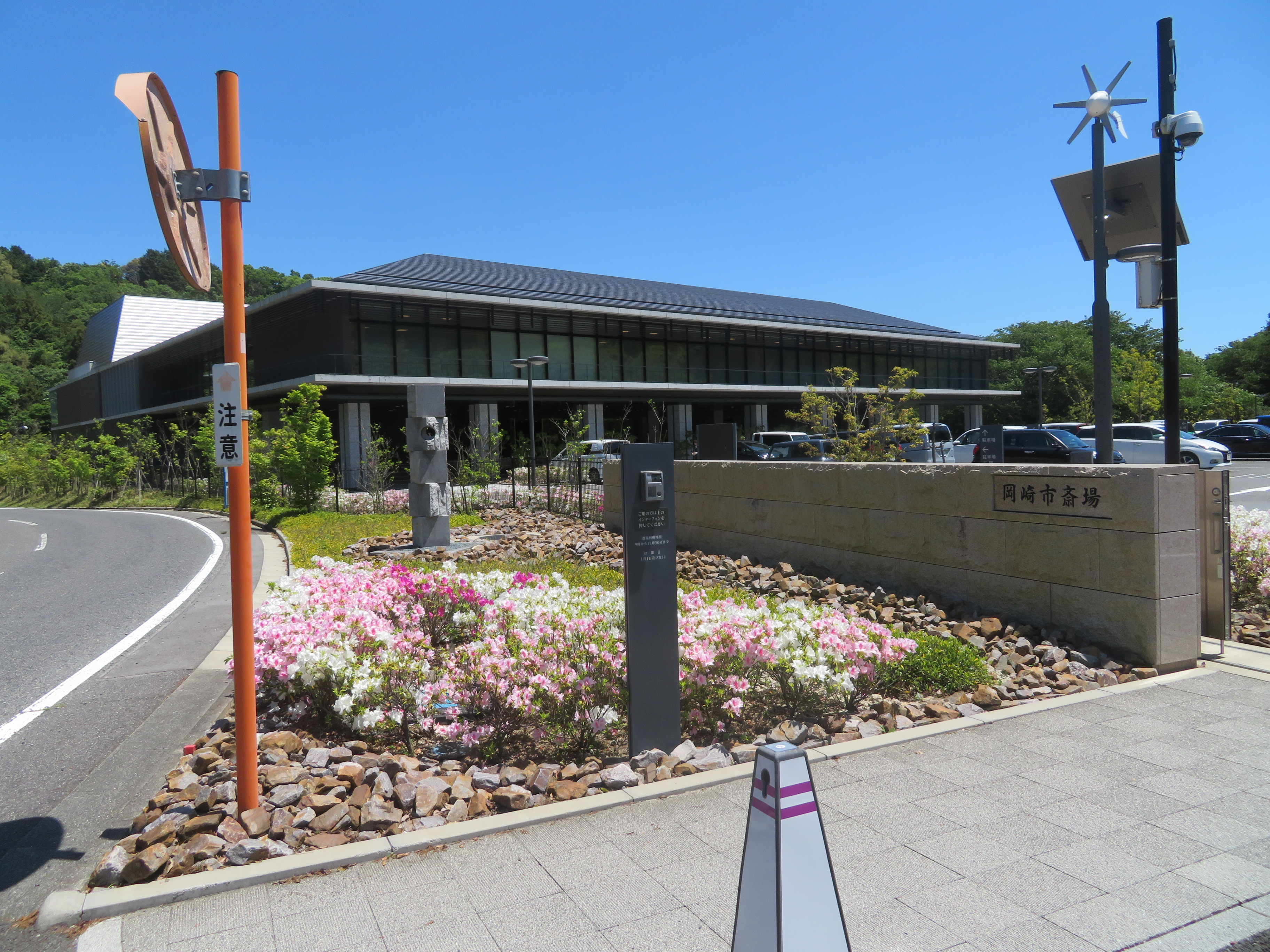
岡崎市斎場

  - 旧火葬場 - 1976年5月24日竣工、6月1日オープン。総事業費は3億3,313万3千円[12]。
  - 新火葬場 - 2016年6月1日オープン。建設にはPFI手法を導入。特別目的会社「岡崎メモリアルパートナーズ株式会社」と結んだ事業契約額は55億1,626万1,028円[13]。
- 正蔵寺
- 東照寺
- 神明宮

## その他

### 日本郵便
- 郵便番号 : 444-3344[3]（集配局：岡崎郵便局[14]）。

## 参考資料
- 「角川日本地名大辞典」編纂委員会 編『角川日本地名大辞典 23 愛知県』角川書店、1989年3月8日。ISBN 4-04-001230-5。
- 有限会社平凡社地方資料センター 編『日本歴史地名体系第23巻 愛知県の地名』平凡社、1981年。ISBN 4-582-49023-9。